# Michael Druker
Michael Druker, född 23 november 1957 i Hägerstens församling i Stockholm, är en svensk dramatiker.

## Biografi
Michael Druker debuterade 1982 med Svinstian och är mest känd för pjäsförlagan till filmen Patrik 1,5 från 2008 i regi av Ella Lemhagen. Michael Druker har även medverkat som skådespelare i sina egna pjäser och i andras filmer och TV-produktioner. 1996 regisserade han och skrev manus till thrillerfilmen Passageraren med bland andra Peter Andersson och Amanda Ooms. Han har också regisserat flera av sina egna pjäser.

## Uppsättningar av Michael Drukers dramatik
- 1983 Två, Södra Teatern, Stockholm, med Per Morberg & Michael Druker
- 1984 Var dags rum, Stockholms stadsteater (även regi)
- 1984 Rasten, Kulturhuset, Stockholm, regi Jurij Lederman, med bl.a. Per Morberg & Michael Druker
- 1986 Sängläge, Radioteatern, regi Bertil Goldberg, med Tomas Bolme & Bibi Andersson
- 1986 Vändpunkt noll, Teater Förlåt, Stockholm, regi Richard Looft
- 1986 Två, Teater Sputnik, Stockholm, regi Richard Looft, med Lena Endre & Gunilla Röör
- 1987 Under tiden, Dramaten, regi Richard Looft, med bl.a. Per Morberg
- 1987 Tvinga mig inte till det jag vill, Turteatern i Värmland, regi Rex Brådhe
- 1987 Porttelefonen, Sveriges Television, regi Richard Looft, med bl.a. Lena Endre, Gunilla Röör & Björn Granath
- 1988 Under tiden, Göteborgs stadsteater, med bl.a. Göran Ragnerstam (även regi)
- 1988 Tvinga mig inte till det jag vill, Radioteatern, regi Tomas Tengby, med bl.a. Ove Tjernberg
- 1990  Lars & Ove eller Ove & Lars, Stockholms stadsteater, med bl.a. Anders Ahlbom Rosendahl (även regi)
- 1991  Lars & Ove eller Ove & Lars, Backa teater, regi Maria Hörnelius
- 1993 Uppvaktningen, Teater KAOS (även regi)
- 1995 Patrik 1,5, Västerbottensteatern (även regi)
- 1998 Patrik 1,5, Turteatern, Stockholm, regi Lisa Hugoson
- 1999 Patrik 1,5, Länsteatern i Örebro, regi Johan Huldt